# Polen op de Olympische Zomerspelen 2008
Polen nam deel aan de Olympische Zomerspelen 2008 in Peking, China. Polen debuteerde op de Zomerspelen in 1924 en deed in 2008 voor de negentiende keer mee. Net als op de vorige Spelen werden gedurende de Spelen tien medailles gewonnen. Het aantal goud bleef gelijk, het aantal zilver steeg van twee naar zes. Nadien verandere een zilveren medaille in goud en werd er een bronzen medaille aan toegevoegd.

## Medailleoverzicht
| Sport         | Olympiër                                                             | Discipline             | Medaille |
| ------------- | -------------------------------------------------------------------- | ---------------------- | -------- |
| Atletiek      | Tomasz Majewski                                                      | kogelstoten (m)        | Goud     |
| Gewichtheffen | Szymon Kołecki *                                                     | -94kg (m)              | Goud     |
| Gymnastiek    | Leszek Blanik                                                        | sprong (m)             | Goud     |
| Roeien        | Michal Jelinski Marek Kołbowicz Adam Korol Konrad Wasielewski        | dubbel-vier (m)        | Goud     |
| Atletiek      | Piotr Małachowski                                                    | discuswerpen (m)       | Zilver   |
| Kanovaren     | Aneta Kanieczna Beata Mikołajczyk                                    | K-2 500m (v)           | Zilver   |
| Roeien        | Milosz Bernatajtys Bartłomiej Pawełczak Łukasz Pawłowski Paweł Randa | lichte vier-zonder (m) | Zilver   |
| Schermen      | Robert Andrzejuk Tomasz Motyka Adam Wiercioch Radosław Zawrotniak    | degen team (m)         | Zilver   |
| Wielersport   | Maja Włoszczowska                                                    | mountainbike (v)       | Zilver   |
| Gewichtheffen | Marcin Dołęga *                                                      | -105kg (m)             | Brons    |
| Worstelen     | Agnieszka Wieszczek                                                  | -72kg vrije stijl (v)  | Brons    |

* Op 17 november 2016 kreeg Dołęga alsnog een bronzenmedaille toegekend, op 25 november 2016 werd de zilveren medaille van Kołecki omgezet tot goud.

## Deelnemers en resultaten

### Atletiek
| Olympiër                                                                                    | Onderdeel                | Resultaat | Prestatie |
| ------------------------------------------------------------------------------------------- | ------------------------ | --------- | --- |
| Dariusz Kuć                                                                                 | 100m (m)                 | 38e       | serie 2: 5de in 10,44 kwartfinale 1: 7de in 10,46 |
| Marcin Jędrusiński                                                                          | 200m (m)                 | 18e       | serie 1: 2de in 20,64 kwartfinale 3: 4de in 20,58 |
| Daniel Dąbrowski                                                                            | 400m (m)                 | 50e       | serie 6: 8ste in 47,83 |
| Paweł Czapiewski                                                                            | 800m (m)                 | 38e       | serie 3: 3de in 1.47,66 |
| Marcin Lewandowski                                                                          | 800m (m)                 | 20e       | serie 8: 4de in 1.45,89 halve finale 1: 7de in 1.47,24 |
| Artur Noga                                                                                  | 110m horden (m)          | 5e        | serie 5: 1ste in 13,53 kwartfinale 2: 2de in 13,36 halve finale 2: 2de in 13,34 finale: 5de in 13,36 |
| Marek Plawgo                                                                                | 400m horden (m)          | 6e        | serie 3: 3de in 49,17 halve finale 1: 4de in 48,75 finale: 6de in 48,52 |
| Tomasz Szymkowiak                                                                           | 3000m steeplechase (m)   | 24e       | serie 1: 7de in 8.29,37 |
| Łukasz Chyła Marcin Jędrusiński Robert Kubaczyk Dariusz Kuć Kamil Masztak Marcin Nowak      | 4x100m (m)               | DNF       | serie 1: niet gefinisht |
| Daniel Dąbrowski Piotr Kędzia Piotr Klimczak Marek Plawgo Piotr Wiaderek Rafał Wieruszewski | 4x400m (m)               | 6e        | serie 1: 4de in 3.00,74 finale: 6de in 3.00,32 |
| Arkadiusz Sowa                                                                              | marathon (m)             | 54e       | 2:24.48 |
| Henryk Szost                                                                                | marathon (m)             | 34e       | 2:19.43 |
| Rafał Augustyn                                                                              | 20km snelwandelen (m)    | 29e       | 1:24.25 |
| Jakub Jelonek                                                                               | 20km snelwandelen (m)    | 46e       | 1:30.37 |
| Artur Brzozowski                                                                            | 50km snelwandelen (m)    | DSQ       | gediskwalificeerd |
| Rafał Fedaczyński                                                                           | 50km snelwandelen (m)    | 8e        | 3:46.51 |
| Grzegorz Sudoł                                                                              | 50km snelwandelen (m)    | 9e        | 3:47.18 |
| Marcin Starzak                                                                              | verspringen (m)          | 33e       | kwalificatie groep A: 17de met 7,62m |
| Michał Bieniek                                                                              | hoogspringen (m)         | 24e       | kwalificatie groep A: 14de met 2,20m |
| Przemysław Czerwiński                                                                       | polsstokhoogspringen (m) | 10e       | kwalificatie groep B: 2de met 5,65m finale: 10de met 5,45m |
| Tomasz Majewski                                                                             | kogelstoten (m)          | Goud      | kwalificatie groep A: 1ste met 21,04m finale: 1ste met 21,51m |
| Piotr Małachowski                                                                           | discuswerpen (m)         | Zilver    | kwalificatie groep A: 1ste met 65,94m finale: 2de met 67,82m |
| Igor Janik                                                                                  | speerwerpen (m)          | 16e       | kwalificatie groep A: 9de met 77,63m |
| Szymon Ziółkowski                                                                           | kogelslingeren (m)       | 7e        | kwalificatie groep B: 1ste met 79,55m finale: 7de met 79,22m |
|                                                                                             |                          |           | |
| Daria Korczyńska                                                                            | 100m (v)                 | 21e       | serie 8: 3de in 11,22 kwartfinale 3: 5de in 11,41 |
| Marta Jeschke                                                                               | 200m (v)                 | 33e       | serie 6: 7de in 23,59 |
| Monika Bejnar                                                                               | 400m (v)                 | 31e       | serie 7: 6de in 52,80 |
| Anna Rostkowska                                                                             | 800m (v)                 | 12e       | serie 1: 3de in 2.02,11 halve finale 2: 5de in 1.58,84 |
| Lidia Chojecka                                                                              | 1500m (v)                | 31e       | serie 2: 10de in 4.19,57 |
| Sylwia Ejdys                                                                                | 1500m (v)                | 13e       | serie 3: 6de in 4.08,37 |
| Anna Jakubczak                                                                              | 1500m (v)                | 12e       | serie 1: 7de in 4.07,33 |
| Aurelia Trywiańska-Kollasch                                                                 | 100m horden (v)          | 11e       | serie 1: 4de in 12,98 halve finale 1: 6de in 12,96 |
| Anna Jesień                                                                                 | 400m horden (v)          | 5e        | serie 4: 2de in 55,35 halve finale 1: 3de in 54,36 finale: 5de in 54,29 |
| Wioletta Janowska-Frankiewicz                                                               | 3000m steeplechase (v)   | 7e        | serie 1: 3de in 9.21,88 finale: 7de in 9.21,67 |
| Katarzyna Kowalska                                                                          | 3000m steeplechase (v)   | 13e       | serie 3: 10de in 9.47,02 |
| Dorota Jędrusińska Marta Jeschke Ewelina Klocek Joanna Kocielnik Daria Korczyńska           | 4x100m (v)               | DSQ       | serie 1: 5de in 43,47 finale: gediskwalificeerd |
| Monika Bejnar Anna Jesień Agnieszka Karpiesiuk Grażyna Prokopek-Janáček Jolanta Wójcik      | 4x400m (v)               | 9e        | serie 1: 5de in 3.28,23 |
| Monika Drybulska                                                                            | marathon (v)             | 24e       | 2:23.29 |
| Dorota Gruca                                                                                | marathon (v)             | 30e       | 2:33.32 |
| Joanna Piwowarska                                                                           | polsstokhoogspringen (v) | 19e       | kwalificatie groep A: 9de met 4,30m |
| Monika Pyrek                                                                                | polsstokhoogspringen (v) | 5e        | kwalificatie groep A: 5de met 4,50m finale: 5de met 4,70m |
| Anna Rogowska                                                                               | polsstokhoogspringen (v) | 10e       | kwalificatie groep B: 4de met 4,50m finale: 10de met 4,45m |
| Krystyna Danilczyk-Zabawska                                                                 | kogelstoten (v)          | DNF       | kwalificatie groep B: geen geldige poging |
| Żaneta Glanc                                                                                | discuswerpen (v)         | DNF       | kwalificatie groep B: geen geldige poging |
| Wioletta Potępa                                                                             | discuswerpen (v)         | 17e       | kwalificatie groep A: 8ste met 59,44m |
| Joanna Wiśniewska                                                                           | discuswerpen (v)         | 18e       | kwalificatie groep A: 9de met 59,40m |
| Barbara Madejczyk                                                                           | speerwerpen (v)          | 13e       | kwalificatie groep B: 3de met 62,81m finale: 6de met 62,02m |
| Urszula Piwnicka                                                                            | speerwerpen (v)          | 13e       | kwalificatie groep A: 7de met 59,28m |
| Kamila Skolimowska                                                                          | kogelslingeren (v)       | DNF       | kwalificatie groep B: 5de met 69,79m finale: geen geldige poging |
| Anita Włodarczyk                                                                            | kogelslingeren (v)       | 4e        | kwalificatie groep A: 3de met 71,76m finale: 4de met 71,56m |
| Małgorzata Zadura                                                                           | kogelslingeren (v)       | 36e       | kwalificatie groep B: 17de met 64,13m |
| Kamila Chudzik                                                                              | zevenkamp (v)            | 15e       | 100m horden: 21ste in 13,79 hoogspringen: 18de met 1,77m kogelstoten: 7de met 14,34m 200m: 29ste in 25,36 verspringen: 24ste met 5,97m speerwerpen: 1ste met 52,05m 800m: 29ste in 2.21,97 totaal: 6157 punten |
| Karolina Tymińska                                                                           | zevenkamp (v)            | 7e        | 100m horden: 14de in 13,62 hoogspringen: 21ste met 1,77m kogelstoten: 10de met 14,08m 200m: 3de in 23,39 verspringen: 2de met 6,53m speerwerpen: 32ste met 35,97m 800m: 1ste in 2.07,08 totaal: 6428 punten    |

### Badminton
| Olympiër                                | Onderdeel      | Resultaat | Prestatie |
| --------------------------------------- | -------------- | --------- | --- |
| Przemysław Wacha                        | enkelspel (m)  | 9e        | 1ste ronde: W van EST Must: 2-0 (21-14, 21-15) 2de ronde: W van SUI Bösiger: 2-1 (21-12, 11-21, 21-19) 3de ronde: V van CHN Bao: 1-2 (11-21, 21-19, 13-21) |
| Michał Łogosz Robert Mateusiak          | dubbelspel (m) | 5e        | 1ste ronde: W van AUS Smith/Warfe: 2-0 (21-13, 21-16) 2de ronde: V van DEN Paaske/Rasmussen: 1-2 (21-17, 11-21, 15-21)                                     |
|                                         |                |           | |
| Kamila Augustyn                         | enkelspel (v)  | 33e       | 1ste ronde: V van KOR Jun: 0-2 (15-21, 5-21) |
| MKamila Augustyn Nadia Kostiuczyk-Zieba | dubbelspel (v) | 5e        | 1ste ronde: W van SEY Cupidon/Ah-Wan: 2-0 (21-8, 21-19) 2de ronde: V van CHN He/Yu: 0-2 (20-22, 21-23)                                                     |

### Boksen
| Olympiër        | Onderdeel | Resultaat | Prestatie |
| --------------- | --------- | --------- | --- |
| Łukasz Maszczyk | -48kg (m) | 5e        | 1ste ronde: W van SLE Kargbo: scheidsrechterlijke beslissing 2de ronde: W van NAM Uutoni: 5-5 kwartfinale: V van IRL Barnes: 5-11 |
| Rafał Kaczor    | -51kg (m) | 17e       | 1ste ronde: V van KAZ Sarsembayev: 5-14                                                                                           |

### Boogschieten
| Olympiër                                                  | Onderdeel       | Resultaat | Prestatie |
| --------------------------------------------------------- | --------------- | --------- | --- |
| Rafał Dobrowolski                                         | individueel (m) | 14e       | plaatsingsronde: 13de met 667 punten 1ste ronde: W van MYA Myo Aung: 110-106 2de ronde: W van UKR Serdyuk: 111-111 (9-8) 3de ronde: V van KOR Park: 105-113 |
| Piotr Piątek                                              | individueel (m) | 36e       | plaatsingsronde: 43ste met 649 punten 1ste ronde: V van JPN Moriya: 109-109 (9-10)                                                                          |
| Jacek Proć                                                | individueel (m) | 12e       | plaatsingsronde: 19de met 661 punten 1ste ronde: W van CHN Li: 116-111 (OR) 2de ronde: W van AUS Kim: 111-110 3de ronde: V van UKR Ruban: 108-114           |
| Rafał Dobrowolski Piotr Piątek Jacek Proć                 | team (m)        | 5e        | plaatsingsronde: 8ste met 1977 punten 1ste ronde: W van Australië: 223-218 kwartfinale: V van Zuid-Korea: 222-224                                           |
|                                                           |                 |           | |
| Iwona Dzięcioł-Marcinkiewicz                              | individueel (v) | 26e       | plaatsingsronde: 43ste met 620 punten 1ste ronde: W van IND Devi Laishram: 103-101 2de ronde: V van RUS Erdyniyeva: 103-104                                 |
| Justyna Mospinek                                          | individueel (v) | 48e       | plaatsingsronde: 19de met 643 punten 1ste ronde: V van JPN Kitabatake: 101-103                                                                              |
| Małgorzata Sobieraj                                       | individueel (v) | 17e       | plaatsingsronde: 13de met 645 punten 1ste ronde: W van DEN Laursen: 113-100 2de ronde: V van MEX Avitia: 100-109                                            |
| Małgorzata Ćwienczek Iwona Marcinkiewicz Justyna Mospinek | team (m)        | 6e        | plaatsingsronde: 4de met 1908 punten 1ste ronde: vrij kwartfinale: V van Frankrijk: 211-218                                                                 |

### Gewichtheffen
| Olympiër                    | Onderdeel  | Resultaat | Prestatie                                                   |
| --------------------------- | ---------- | --------- | ----------------------------------------------------------- |
| Krzysztof Szramiak          | -77kg (m)  | 9e        | trekken: 6de met 161kg stoten: 9de met 191kg totaal: 352kg  |
| Bartłomiej Bonk             | -94kg (m)  | DNF       | trekken: 8ste met 175kg stoten: geen geldige poging         |
| Szymon Kołecki              | -94kg (m)  | Goud      | trekken: 2de met 179kg stoten: 1ste met 224kg totaal: 403kg |
| Marcin Dołęga               | -105kg (m) | Brons     | trekken: 2de met 195kg stoten: 6de met 225kg totaal: 420kg  |
| Robert Dołęga               | -105kg (m) | 7e        | trekken: 5de met 184kg stoten: 8ste met 221kg totaal: 405kg |
| Grzegorz Kleszcz            | +105kg (m) | 7e        | trekken: 8ste met 185kg stoten: 5de met 234kg totaal: 419kg |
|                             |            |           |                                                             |
| Marzena Karpińska           | -48kg (v)  | 7e        | trekken: 7de met 79kg stoten: 7de met 92kg totaal: 171kg    |
| Marieta Gotfryd             | -58kg (v)  | 9e        | trekken: 9de met 90kg stoten: 9de met 110kg totaal: 200kg   |
| Aleksandra Klejnowska       | -58kg (v)  | 6e        | trekken: 6de met 95kg stoten: 5de met 120kg totaal: 210kg   |
| Dominika Misterska-Zasowska | -63kg (v)  | 10e       | trekken: 10de met 94kg stoten: 10de met 117kg totaal: 211kg |

### Gymnastiek
| Olympiër            | Onderdeel                | Resultaat | Prestatie |
| Ritmisch            | Ritmisch                 | Ritmisch  | Ritmisch |
| ------------------- | ------------------------ | --------- | --- |
| Joanna Mitrosz      | individueel (v)          | 16e       | kwalificatie: 16de touw:17de met 16,250 punten hoepel: 17de met 15,950 punten knotsen: 19de met 16,025 punten linten: 16de met 16,000 punten totaal:64,225 punten    |
| Turnen              |                          |           | |
| Leszek Blanik       | sprong (m)               | Goud      | kwalificatie: 3de met 16,587 punten finale: 1ste met 16,537 punten                                                                                                   |
|                     |                          |           | |
| Marta Pihan-Kulesza | individuele meerkamp (v) | 46e       | kwalificatie: 46ste balk: 72ste met 13,525 punten brug: 43ste met 14,375 punten vloer: 45ste met 14,125 punten sprong: 78ste met 13,625 punten totaal: 55,650 punten |

### Handbal
| Olympiër | Onderdeel | Resultaat | Prestatie |
| --- | --------- | --------- | --- |
| Karol Bielecki Mateusz Jachlewski Bartłomiej Jaszka Mariusz Jurasik Bartosz Jurecki Michał Jurecki Paweł Piwko Krzysztof Lijewski Marcin Lijewski Artur Siódmiak Sławomir Szmal Grzegorz Tkaczyk Tomasz Tłuczyński Marcin Wichary | mannen    | 5e        | groep A: 2de W van China: 33-19 V van Spanje: 29-30 W van Brazilië: 28-25 W van Kroatië: 27-24 G van Frankrijk: 30-30 kwartfinale: V van IJsland: 30-32 5-8ste plek: W van Zuid-Korea: 29-26 5-6de plek: W van Rusland: 29-28 |

| Groep A |           |             |             |             |             |            |            |            |        |
| #       | Land      | Wedstrijden | Wedstrijden | Wedstrijden | Wedstrijden | Doelpunten | Doelpunten | Doelpunten | Punten |
| #       | Land      | G           | W           | G           | V           | V          | T          | Saldo      | Punten |
| 1       | Frankrijk | 5           | 4           | 1           | 0           | 148        | 115        | +33        | 9      |
| 2       | Polen     | 5           | 3           | 1           | 1           | 147        | 128        | +19        | 7      |
| 3       | Kroatië   | 5           | 3           | 0           | 2           | 140        | 115        | +25        | 6      |
| 4       | Spanje    | 5           | 3           | 0           | 2           | 152        | 147        | +5         | 6      |
| 5       | Brazilië  | 5           | 1           | 0           | 4           | 129        | 153        | -24        | 2      |
| 5       | China     | 5           | 0           | 0           | 5           | 104        | 164        | -60        | 0      |

| Ronde       | Datum  | Plaats  | Land  | Score      | Land |
| ----------- | ------ | ------- | ----- | ---------- | ---- |
| Groepsfase  |        |         |       |            |      |
| 10 augustus | Peking | Polen   | 33-19 | China      |      |
| 12 augustus | Peking | Spanje  | 30-29 | Polen      |      |
| 14 augustus | Peking | Polen   | 28-25 | Brazilië   |      |
| 16 augustus | Peking | Kroatië | 24-27 | Polen      |      |
| 18 augustus | Peking | Polen   | 30-30 | Frankrijk  |      |
| Kwartfinale |        |         |       |            |      |
| 20 augustus | Peking | Polen   | 30-32 | IJsland    |      |
| 5-8ste plek |        |         |       |            |      |
| 22 augustus | Peking | Polen   | 29-26 | Zuid-Korea |      |
| 5-6de plek  |        |         |       |            |      |
| 24 augustus | Peking | Rusland | 28-29 | Polen      |      |

### Judo
| Olympiër               | Onderdeel  | Resultaat | Prestatie |
| ---------------------- | ---------- | --------- | --- |
| Tomasz Adamiec         | -66kg (m)  | 21e       | 1ste ronde: vrij 2de ronde: V van IRI Miresmaeili: koka |
| Krzysztof Wiłkomirski  | -73kg (m)  | 17e       | 1ste ronde: W van LAT Zeļonijs: yuko 2de ronde: V van MGL Dashdavaa: yuko |
| Robert Krawczyk        | -81kg (m)  | 7e        | 1ste ronde: vrij 2de ronde: W van RSA Jago: waza-ari 3de ronde: V van KOR Kim: ippon herkansingen: W van BLR Shundzikau: yuko herkansingen 2: W van POR Neto: ippon herkansingen 3: V van MGL Nyamkhüü: ippon                    |
| Przemysław Matyjaszek  | -100kg (m) | 5e        | 1ste ronde: W van CHN Shao: ippon 2de ronde: W van ARG Costa: ippon kwartfinale: V van NED Grol: ippon herkansingen: W van BRA Corrêa: ippon herkansingen 2: W van HUN Hadfi: yuko bronzen finale: V van AZE Miraliyev: waza-ari |
| Janusz Wojnarowicz     | +100kg (m) | 13e       | 1ste ronde: vrij 2de ronde: W van MGL Bayarjavkhlan: ippon 3de ronde: V van UZB Tangriev: yuko herkansingen: V van GER Tölzer: waza-ari                                                                                          |
|                        |            |           | |
| Katarzyna Piłocik-Klys | -70kg (v)  | 16e       | 1ste ronde: vrij 2de ronde: V van USA Rousey: ippon |
| Urszula Sadkowska      | +78kg (v)  | 18e       | 1ste ronde: V van KAZ Issanova: waza-ari |

### Kanovaren
| Olympiër                                                                          | Onderdeel     | Resultaat | Prestatie |
| Slalom                                                                            | Slalom        | Slalom    | Slalom |
| --------------------------------------------------------------------------------- | ------------- | --------- | --- |
| Krzysztof Bieryt                                                                  | C-1 (m)       | 8e        | voorronde: 12de run 1: 14de in 95,39 run 2: 10de in 87,90 totaal: 183,29 halve finale: 3de in 90,08 finale: 8ste in 200,21   |
| Marcin Pochwała Paweł Sarna                                                       | C-2 (m)       | 8e        | voorronde: 7de run 1: 6de in 98,38 run 2: 8ste in 100,37 totaal: 198,75 halve finale: 8ste in 105,32                         |
| Dariusz Popiela                                                                   | K-1 (m)       | 8e        | voorronde: 7de run 1: 7de in 85,51 run 2: 6de in 85,51 totaal: 171,02 halve finale: 7de in 88,49 finale: 8ste in 179,68      |
|                                                                                   |               |           | |
| Agnieszka Stanuch                                                                 | K-1 (v)       | 5e        | voorronde: 8ste run 1: 8ste in 101,16 run 2: 10de in 101,76 totaal: 171,02 halve finale: 9de in 116,46 finale: 5de in 221,08 |
| Sprint                                                                            |               |           | |
| Paweł Baraszkiewicz                                                               | C-1 500m (m)  | 8e        | serie 3: 3de in 1.50,463 halve finale 2: 3de in 1.51,744 finale: 8ste in 1.50,048                                            |
| Marcin Grzybowski                                                                 | C-1 1000m (m) | 10e       | serie 3: 3de in 4.02,010 halve finale 2: 4de in 4.00,226                                                                     |
| Daniel Jędraszko Roman Rynkiewicz                                                 | C-2 500m (m)  | 9e        | serie 1: 3de in 1.42,309 finale: 9de in 1.44,389                                                                             |
| Paweł Baraszkiewicz Wojciech Tyszyński                                            | C-2 1000m (m) | 7e        | serie 2: 5de in 3.42,177 halve finale: 1ste in 3.42,435 finale: 7de in 3.42,845                                              |
| Marek Twardowski                                                                  | K-1 500m (m)  | 13e       | serie 3: 4de in 1.39,436 halve finale 2: 5de in 1.43,733                                                                     |
| Marek Twardowski Adam Wysocki                                                     | K-2 500m (m)  | 8e        | serie 2: 6de in 1.32,107 halve finale: 2de in 1.31,481 finale: 8ste in 1.31,869                                              |
| Mariusz Kujawski Adam Seroczyński                                                 | K-2 1000m (m) | DSQ       | serie 2: 2de in 3.18,282 finale: gediskwalificeerd                                                                           |
| Paweł Baumann Tomasz Mendelski Marek Twardowski Adam Wysocki                      | K-4 1000m (m) | 6e        | serie 2: 3de in 2.59,920 finale: 6de in 2.59,505                                                                             |
|                                                                                   |               |           | |
| Małgorzata Chojnacka                                                              | K-1 500m (v)  | 18e       | serie 1: 6de in 1.53,635 halve finale 1: 8ste in 1.55,619                                                                    |
| Beata Mikołajczyk Aneta Pastuszka-Konieczna                                       | K-2 500m (v)  | Zilver    | serie 1: 2de in 1.44,631 finale: 2de in 1.42,092                                                                             |
| Edyta Dzieniszewska Dorota Kuczkowska Beata Mikołajczyk Aneta Pastuszka-Konieczna | K-4 500m (v)  | 4e        | serie 2: 2de in 1.36,497 finale: 4de in 1.34,752                                                                             |

### Moderne vijfkamp
| Olympiër            | Onderdeel | Resultaat | Prestatie |
| ------------------- | --------- | --------- | --- |
| Marcin Horbacz      | mannen    | 12e       | schietsport: 8ste met 185 punten schermen: 29ste met 14 overwinningen zwemmen: 10de in 2.03,52 paardensport: 11de met 112 strafpunten atletiek: 28ste in 9.49,27 totaal: 5344 punten  |
| Bartosz Majewski    | mannen    | 22e       | schietsport: 28ste met 176 punten schermen: 13de met 18 overwinningen zwemmen: 26ste in 2.09,14 paardensport: 24ste met 300 strafpunten atletiek: 4de in 9.15,71 totaal: 5212 punten  |
|                     |           |           | |
| Paulina Boenisz     | vrouwen   | 6e        | schietsport: 10de met 183 punten schermen: 9de met 21 overwinningen zwemmen: 27ste in 2.24,08 paardensport: 20ste met 104 strafpunten atletiek: 6de in 10.20,95 totaal: 5564 punten   |
| Sylwia Czwojdzińska | vrouwen   | 17e       | schietsport: 26ste met 174 punten schermen: 9de met 21 overwinningen zwemmen: 16de in 2.18,76 paardensport: 27ste met 160 strafpunten atletiek: 20ste in 10.52,41 totaal: 5336 punten |

### Paardensport
| Olympiër         | Onderdeel   | Resultaat | Prestatie |
| Dressuur         | Dressuur    | Dressuur  | Dressuur |
| ---------------- | ----------- | --------- | --- |
| Michał Rapcewicz | individueel | 23e       | Grand Prix: 16de met 67,500% Grand Prix Special: 23ste met 65,120%                                                                             |
| Eventing         |             |           | |
| Paweł Spisak     | individueel | 19e       | dressuur: 27ste met 48,7 strafpunten cross-country: 38ste met 34,0 strafpunten springconcours: 1ste met 3 strafpunten totaal: 82,7 strafpunten |
| Artur Społowicz  | individueel | 52e       | dressuur: 54ste met 57,0 strafpunten cross-country: 52ste met 74,4 strafpunten totaal: 154,4 strafpunten                                       |

### Roeien
| Olympiër | Onderdeel              | Resultaat | Prestatie                                                                                                   |
| --- | ---------------------- | --------- | --- |
| Jarosław Godek Piotr Hojka | twee-zonder (m)        | 14e       | serie 1: 4de in 7.01,90 herkansingen: 5de in 6.44,19 finale C: 2de in 6.53,68                               |
| Michał Jeliński Marek Kolbowicz Adam Korol Konrad Wasielewski                                                                                              | dubbel-vier (m)        | Goud      | serie 2: 1ste in 5.38,76 halve finale 1: 1ste in 5.51,29 finale: 1ste in 5.41,33                            |
| Miłosz Bernatajtys Bartłomiej Pawełczak Łukasz Pawłowski Paweł Rańda                                                                                       | lichte vier-zonder (m) | Zilver    | serie 3: 3de in 5.52,06 halve finale 1: 1ste in 6.06,60 finale: 2de in 5.49,39                              |
| Patryk Brzeziński Piotr Buchalski Mikołaj Burda Wojciech Gutorski Rafał Hejmej Sebastian Kosiorek Sławomir Kruszkowski Michał Stawowski Daniel Trojanowski | acht (m)               | 5e        | serie 1: 2de in 5.34,95 herkansingen: 4de in 5.42,92 finale: 5de in 5.31,42                                 |
| |                        |           | |
| Julia Michalska | skiff (v)              | 6e        | serie 1: 2de in 7.41,16 kwartfinale 1: 2de in 7.31,90 halve finale 2: 3de in 7.38,04 finale: 6de in 7.43,44 |

### Schermen
| Olympiër                                                          | Onderdeel       | Resultaat | Prestatie |
| ----------------------------------------------------------------- | --------------- | --------- | --- |
| Tomasz Motyka                                                     | degen (m)       | 25e       | 1ste ronde: W van MAR Rami: 15-11 2de ronde: V van ITA Confalonieri: 10-15                                          |
| Adam Wiercioch                                                    | degen (m)       | 36e       | 1ste ronde: V van CHN Li: 11-15                                                                                     |
| Radosław Zawrotniak                                               | degen (m)       | 6e        | 1ste ronde: vrij 2de ronde: W van POR Videira: 15-9 3de ronde: V van CHN Yin: 13-15                                 |
| Robert Andrzejuk Tomasz Motyka Adam Wiercioch Radosław Zawrotniak | degen team (m)  | Zilver    | 1ste ronde: vrij kwartfinale: W van Oekraïne: 45-37 halve finale: W van China: 45-44 finale: V van Frankrijk: 29-45 |
| Sławomir Mocek                                                    | floret (m)      | 12e       | 1ste ronde: W van THA Panchan: 15-7 2de ronde: V van CHN Lei: 8-15                                                  |
| Marcin Koniusz                                                    | sabel (m)       | 31e       | 1ste ronde: W van VEN Bravo: 15-10 2de ronde: V van GER Limbach: 7-15                                               |
|                                                                   |                 |           | |
| Sylwia Gruchała                                                   | floret (v)      | 20e       | 1ste ronde: vrij 2de ronde: V van RUS Shanayeva: 11-12                                                              |
| Magdalena Mroczkiewicz                                            | floret (v)      | 29e       | 1ste ronde: W van UKR Leleiko: 15-9 2de ronde: V van ITA Vezzali: 3-15                                              |
| Małgorzata Wojtkowiak                                             | floret (v)      | 21e       | 1ste ronde: vrij 2de ronde: V van CHN Zhang: 8-15                                                                   |
| Sylwia Gruchała Magdalena Mroczkiewicz Małgorzata Wojtkowiak      | floret team (v) | 7e        | 1ste ronde: V van Verenigde Staten: 30-31 5-8ste plek: V van Duitsland: 27-32 7-8ste plek: W van Egypte: 45-14      |
| Bogna Jóźwiak                                                     | sabel (v)       | 10e       | 1ste ronde: vrij 2de ronde: W van VEN Benítez: 15-11 3de ronde: V van USA Zagunis: 13-15                            |
| Aleksandra Socha                                                  | sabel (v)       | 18e       | 1ste ronde: vrij 2de ronde: V van UKR Khomrova: 11-15                                                               |
| Irena Więckowska                                                  | sabel (v)       | 16e       | 1ste ronde: W van IRL Byrbe: 15-8 2de ronde: W van RUS Nechayeva: 15-12 3de ronde: V van CHN Bao: 6-15              |
| Bogna Jóźwiak Aleksandra Socha Irena Więckowska                   | sabel team (v)  | 6e        | 1ste ronde: V van China: 25-45 5-8ste plek: W van Canada: 45-44 5-6de plek: V van Rusland: 36-45                    |

### Schietsport
| Olympiër               | Onderdeel                  | Resultaat | Prestatie                                                                      |
| ---------------------- | -------------------------- | --------- | ------------------------------------------------------------------------------ |
| Robert Kraskowski      | 10m luchtgeweer (m)        | 33e       | kwalificatie: 33ste met 589 punten (99-99-97-99-98-97)                         |
| Robert Kraskowski      | 50m geweer 3 houdingen (m) | 33e       | kwalificatie: 33ste met 1156 punten (395-373-388)                              |
| Robert Kraskowski      | 50m geweer liggend (m)     | 25e       | kwalificatie: 25ste met 591 punten (98-98-100-97-99-99)                        |
| Wojciech Knapik        | 50m pistool (m)            | 39e       | kwalificatie: 39ste met 543 punten (95-86-95-91-89-87)                         |
| Wojciech Knapik        | 10m luchtpistool (m)       | 24e       | kwalificatie: 24ste met 577 punten (97-97-99-96-95-93)                         |
|                        |                            |           |                                                                                |
| Sylwia Bogacka         | 10m luchtgeweer (v)        | 8e        | kwalificatie: 7de met 597 punten (98-99-100-100) finale: 8ste met 495,7 punten |
| Agnieszka Staroń-Nagay | 10m luchtgeweer (v)        | 25e       | kwalificatie: 25ste met 593 punten (99-96-99-99)                               |
| Sylwia Bogacka         | 50m geweer 3 houdingen (v) | 10e       | kwalificatie: 10de met 582 punten (196-194-192)                                |
| Agnieszka Staroń-Nagay | 50m geweer 3 houdingen (v) | 11e       | kwalificatie: 11de met 581 punten (195-192-194)                                |
| Mirosława Sagun        | 25m pistool (v)            | 30e       | kwalificatie: 30ste met 574 punten (288-286)                                   |
| Sławomira Szpek        | 25m pistool (v)            | 27e       | kwalificatie: 27ste met 575 punten (283-292)                                   |
| Mirosława Sagun        | 10m luchtpistool (v)       | 5e        | kwalificatie: 7de met 384 punten (95-96-97-96)                                 |
| Sławomira Szpek        | 10m luchtpistool (v)       | 30e       | kwalificatie: 30ste met 378 punten (95-95-94-94)                               |

### Tafeltennis
| Olympiër                       | Onderdeel     | Resultaat | Prestatie |
| ------------------------------ | ------------- | --------- | --- |
| Lucjan Błaszczyk               | enkelspel (m) | 17e       | voorronde: vrij 1ste ronde: W van CGO Saka: 4-0 (11-9, 11-3, 13-11, 11-2) 2de ronde: W van CZE Korbel: 4-2 (11-9, 11-9, 7-11, 11-4, 10-12, 11-8) 3de ronde: V van CHN Wang: 0-4 (2-11, 6-11, 7-11, 8-11) |
|                                |               |           | |
| Jie Xu                         | enkelspel (v) | 49e       | voorronde: vrij 1ste ronde: V van FRA Xian: 3-4 (6-11, 4-11, 11-6, 9-11, 11-8, 11-8, 7-11) |
| Li Qian                        | enkelspel (v) | 33e       | voorronde: vrij 1ste ronde: vrij 2de ronde: V van BLR Kostromina: 2-4 (7-11, 9-11, 6-11, 11-5, 11-9, 10-12)                                                                                              |
| Xu Jie Natalia Partyka Li Qian | team (v)      | 9e        | groep C: 3de V van Hongkong: 0-3 V van Roemenië: 2-3 W van Duitsland: 3-1 |

### Tennis
| Olympiër                              | Onderdeel      | Resultaat | Prestatie |
| ------------------------------------- | -------------- | --------- | --- |
| Mariusz Fyrstenberg Marcin Matkowski  | dubbelspel (m) | 5e        | 1ste ronde: W van CHN Yu/Zeng: 6-3, 6-4 2de ronde: W van CZE Damm/Vízner: 1-6, 7-6(3), 7-5 kwartfinale: V van SWE Aspelin/Johansson: 6-7(5), 4-6 |
|                                       |                |           | |
| Marta Domachowska                     | enkelspel (v)  | 33e       | 1ste ronde: V van BUL Pironkova 3-6, 4-6 |
| Agnieszka Radwańska                   | enkelspel (v)  | 17e       | 1ste ronde: W van TPE Chan: 6-1, 7-6(6) 2de ronde: V van ITA Schiavone: 3-6, 6-7(6)                                                              |
| Marta Domachowska Agnieszka Radwańska | dubbelspel (v) | 17e       | 1ste ronde: 'V van UKR Bondarenko/Volodko: 3-6, 2-6                                                                                              |
| Klaudia Jans-Ignacik Alicja Rosolska  | dubbelspel (v) | 17e       | 1ste ronde: 'V van USA Davenport/Huber: 2-6, 1-6                                                                                                 |

### Triatlon
| Olympiër       | Onderdeel | Resultaat | Prestatie      |
| -------------- | --------- | --------- | -------------- |
| Marek Jaskółka | mannen    | DNF       | niet gefinisht |
|                |           |           |                |
| Maria Cześnik  | vrouwen   | 35e       | 2:06.12,02     |
| Ewa Dederko    | vrouwen   | 30e       | 2:05.09,85     |

### Volleybal

#### Mannen
| Olympiër | Onderdeel | Resultaat | Prestatie |
| --- | --------- | --------- | --- |
| Paweł Zagumny Paweł Woicki Mariusz Wlazły Michał Winiarski Marcin Wika Sebastian Świderski Daniel Pliński Marcin Możdżonek Łukasz Kadziewicz Krzysztof Ignaczak Piotr Gruszka Krzysztof Gierczyński | zaal (m)  | 5e        | groep B: 3de W van Duitsland: 3-0 (25-17, 33-31, 25-20) W van Egypte: 3-0 (25-21, 25-18, 25-10) W van Servië: 3-1 (31-29, 22-25, 25-22, 25-21) V van Brazilië: 0-3 (28-30, 19-25, 19-25) W van Rusland: 3-2 (17-25, 26-24, 24-26, 25-13, 15-12) kwartfinale: V van Italië: 2-3 (19-25, 22-25, 25-18, 28-26, 15-17) |

| Groep B |           |             |             |             |             |             |             |        |        |        |        |
| #       | Land      | Wedstrijden | Wedstrijden | Wedstrijden | Wedstrijden | Wedstrijden | Wedstrijden | Punten | Punten | Punten | Punten |
| #       | Land      | G           | W           | V           | SW          | SV          | SR          | SPW    | SPL    | Saldo  | Punten |
| 1       | Brazilië  | 5           | 4           | 1           | 13          | 4           | +9          | 427    | 373    | +54    | 9      |
| 2       | Rusland   | 5           | 4           | 1           | 14          | 7           | +7          | 496    | 447    | +49    | 9      |
| 3       | Polen     | 5           | 4           | 1           | 12          | 6           | +6          | 434    | 404    | +30    | 9      |
| 4       | Servië    | 5           | 2           | 3           | 9           | 10          | -1          | 440    | 439    | +1     | 7      |
| 5       | Duitsland | 5           | 1           | 4           | 6           | 12          | -6          | 418    | 440    | -22    | 6      |
| 6       | Egypte    | 5           | 0           | 5           | 0           | 15          | -15         | 267    | 379    | -112   | 5      |

| Ronde       | Datum  | Plaats   | Land | Score     | Land |
| ----------- | ------ | -------- | ---- | --------- | ---- |
| Groepsfase  |        |          |      |           |      |
| 10 augustus | Peking | Polen    | 3-0  | Duitsland |      |
| 12 augustus | Peking | Egypte   | 0-3  | Polen     |      |
| 14 augustus | Peking | Polen    | 3-1  | Servië    |      |
| 16 augustus | Peking | Brazilië | 3-0  | Polen     |      |
| 18 augustus | Peking | Polen    | 3-2  | Rusland   |      |
| Kwartfinale |        |          |      |           |      |
| 20 augustus | Peking | Italië   | 3-2  | Polen     |      |

#### Vrouwen
| Olympiër | Onderdeel | Resultaat | Prestatie |
| --- | --------- | --------- | --- |
| [[[Anna Barańska]] Agnieszka Bednarek Katarzyna Gajgał Małgorzata Glinka Joanna Kaczor Maria Liktoras Anna Podolec Milena Rosner Milena Sadurek Katarzyna Skorupa Katarzyna Skowrońska Mariola Zenik | zaal (v)  | 9e        | groep A: 5de V van Cuba: 1-3 (25-21, 17-25, 20-25, 17-25) V van China: 1-3 (25-22, 15-25, 20-25, 22-25) V van Japan: 2-3 (21-25, 20-25, 25-18, 25-23, 11-15) W van Venezuela: 3-0 (25-12, 25-12, 25-20) V van Verenigde Staten: 2-3 (25-18, 21-25, 25-19, 19-25, 13-15) |

| Groep A |                  |             |             |             |             |             |             |        |        |        |        |
|         | Land             | Wedstrijden | Wedstrijden | Wedstrijden | Wedstrijden | Wedstrijden | Wedstrijden | Punten | Punten | Punten | Punten |
| G       | Land             | W           | V           | SW          | SV          | SR          | SPW         | SPL    | Saldo  |        | Punten |
| 1       | Cuba             | 5           | 5           | 0           | 15          | 3           | +12         | 426    | 371    | +55    | 10     |
| 2       | Verenigde Staten | 5           | 4           | 1           | 12          | 9           | +3          | 459    | 441    | +18    | 9      |
| 3       | China            | 5           | 3           | 2           | 13          | 7           | +6          | 467    | 395    | +72    | 8      |
| 4       | Japan            | 5           | 2           | 3           | 7           | 11          | -4          | 381    | 389    | -8     | 7      |
| 5       | Polen            | 5           | 1           | 4           | 9           | 12          | -3          | 441    | 445    | -4     | 6      |
| 6       | Venezuela        | 5           | 0           | 5           | 1           | 15          | -14         | 262    | 395    | -133   | 5      |

| Ronde       | Datum  | Plaats    | Land | Score            | Land |
| ----------- | ------ | --------- | ---- | ---------------- | ---- |
| Groepsfase  |        |           |      |                  |      |
| 9 augustus  | Peking | Polen     | 1-3  | Cuba             |      |
| 11 augustus | Peking | China     | 3-1  | Polen            |      |
| 13 augustus | Peking | Polen     | 2-3  | Japan            |      |
| 15 augustus | Peking | Venezuela | 0-3  | Polen            |      |
| 17 augustus | Peking | Polen     | 2-3  | Verenigde Staten |      |

### Wielersport
| Olympiër                                           | Onderdeel        | Resultaat | Prestatie                                                                  |
| Baan                                               | Baan             | Baan      | Baan                                                                       |
| -------------------------------------------------- | ---------------- | --------- | -------------------------------------------------------------------------- |
| Kamil Kuczyński                                    | keirin (m)       | 11e       | 1ste ronde: 5de herkansingen: 1ste 2de ronde: 6de                          |
| Łukasz Kwiatkowski                                 | sprint (m)       | 17e       | kwalificatie: 17de in 10,504 1ste ronde: V van GBR Kenny herkansingen: 3de |
| Rafał Ratajczyk                                    | puntenkoers (m)  | 11e       | 10 punten                                                                  |
| Maciej Bielecki Kamil Kuczyński Łukasz Kwiatkowski | teamsprint (m)   | 13e       | kwalificatie: 13de in 45,266                                               |
| Mountainbike                                       |                  |           |                                                                            |
| Marek Galiński                                     | mannen           | 13e       | 2:01.29                                                                    |
|                                                    |                  |           |                                                                            |
| Aleksandra Dawidowicz                              | vrouwen          | 10e       | 1:51.21                                                                    |
| Maja Włoszczowska                                  | vrouwen          | Zilver    | 1:45.52                                                                    |
| Weg                                                |                  |           |                                                                            |
| Przemysław Niemiec                                 | tijdrit (m)      | 34e       | 1:08.43                                                                    |
| Tomasz Marczyński                                  | wegwedstrijd (m) | 84e       | 6:49.59                                                                    |
| Jacek Morajko                                      | wegwedstrijd (m) | 55e       | 6:34.26                                                                    |
| Przemysław Niemiec                                 | wegwedstrijd (m) | 16e       | 6:24.11                                                                    |
|                                                    |                  |           |                                                                            |
| Paulina Brzeźna                                    | wegwedstrijd (v) | 8e        | 3:18.46                                                                    |

### Worstelen
| Olympiër             | Onderdeel   | Resultaat   | Prestatie |
| Vrije stijl          | Vrije stijl | Vrije stijl | Vrije stijl |
| -------------------- | ----------- | ----------- | --- |
| Krystian Brzozowski  | -74kg (m)   | 16e         | kwalificatie: V van KGZ Gitinov: 1-3 |
| Radosław Horbik      | -84kg (m)   | 16e         | kwalificatie: V van IRI Yazdani: 0-3 |
| Mateusz Gucman       | -96kg (m)   | 17e         | kwalificatie: V van AZE Gazyumov: 0-3 |
| Bartłomiej Bartnicki | -120kg (m)  | 12e         | kwalificatie: V van CHN Liang: 0-3 |
|                      |             |             | |
| Monika Michalik      | -63kg (v)   | 8e          | kwalificatie: vrij 1ste ronde: W van BLR Khilko: 5-0 kwartfinale: V van FRA Legrand: 1-3                                                      |
| Agnieszka Wieszczek  | -72kg (v)   | Brons       | 1ste ronde:' W van CMR Ali: 3-0 kwartfinale: W van GER Schätzle: 3-1 halve finale: V van BUL Zlateva: 0-3 bronzen finale: W van ESP Unda: 3-1 |
| Grieks-Romeins       |             |             | |
| Julian Kwit          | -74kg (m)   | 13e         | kwalificatie: vrij 1ste ronde: V van BLR Mikhalovich: 1-3                                                                                     |
| Artur Michalkiewicz  | -84kg (m)   | 16e         | kwalificatie: V van SWE Abrahamian: 1-3 |
| Marek Mikulski       | -84kg (m)   | 16e         | kwalificatie: V van SWE Sjöberg: 1-3 |

### Zeilen
| Olympiër                               | Onderdeel        | Resultaat | Prestatie                                      |
| -------------------------------------- | ---------------- | --------- | ---------------------------------------------- |
| Przemysław Miarczyński                 | RS:X (m)         | 16e       | 116 punten: (17-21-27-20-15-2-7-1-15-18)       |
| Maciej Grabowski                       | laser (m)        | 16e       | 131 punten: (9-19-22-18-16-23-32-20-4)         |
| Patryk Piasecki Kacper Ziemiński       | 470 (m)          | 19e       | 151 punten: (20-9-20-23-17-16-8-24-23-15)      |
| Mateusz Kusznierewicz Dominik Życki    | star klasse (m)  | 4e        | 59 punten: (5-6-8-2-10-9-3-5-9-13-2)           |
|                                        |                  |           |                                                |
| Zofia Noceti-Klepacka                  | RS:X (v)         | 7e        | 82 punten: (17-16-17-5-4-2-1-1-3-17-16)        |
| Katarzyna Szotyńska                    | laser radial (v) | 9e        | 109 punten: (5-21-11-24-21-5-2-20-12-12)       |
|                                        |                  |           |                                                |
| Rafał Szukiel                          | finn             | 10e       | 82 punten: (3-2-19-12-10-14-22-12-10)          |
| Marcin Czajkowski Krzysztof Kierkowski | 49er             | 16e       | 147 punten: (19-15-6-12-15-14-18-18-16-9-19-6) |

### Zwemmen
| Olympiër                                                                  | Onderdeel             | Resultaat | Prestatie                                                                           |
| ------------------------------------------------------------------------- | --------------------- | --------- | ----------------------------------------------------------------------------------- |
| Bartosz Kizierowski                                                       | 50m vrije slag (m)    | 15e       | serie 11: 6de in 22,15 halve finale 2: 7de in 22,12                                 |
| Łukasz Gąsior                                                             | 200m vrije slag (m)   | 34e       | serie 8: 8ste in 1.49,25                                                            |
| Paweł Korzeniowski                                                        | 400m vrije slag (m)   | 22e       | serie 4: 6de in 3.48,78                                                             |
| Przemysław Stańczyk                                                       | 400m vrije slag (m)   | 19e       | serie 5: 8ste in 3.48,11                                                            |
| Maciej Hreniak                                                            | 1500m vrije slag (m)  | 24e       | serie 2: 4de in 15.16,16                                                            |
| Mateusz Sawrymowicz                                                       | 1500m vrije slag (m)  | 9e        | serie 4: 3de in 14.50,30                                                            |
| Paweł Korzeniowski                                                        | 200m vlinderslag (m)  | 6e        | serie 4: 2de in 1.55,21 halve finale 2: 4de in 1.55,35 finale: 6de in 1.54,60       |
| Łukasz Wójt                                                               | 200m wisselslag (m)   | 26e       | serie 4: 6de in 2.01,54                                                             |
| Łukasz Gąsior Michał Rokicki Przemysław Stańczyk Łukasz Wójt              | 4x200m vrije slag (m) | 14e       | serie 2: 7de in 7.18,09                                                             |
|                                                                           |                       |           |                                                                                     |
| Agata Korc                                                                | 50m vrije slag (v)    | 17e       | serie 12: 7de in 25,14 (NR)                                                         |
| Agata Korc                                                                | 100m vrije slag (v)   | 20e       | serie 6: 7de in 55,14 (NR)                                                          |
| Paulina Barzycka                                                          | 200m vrije slag (v)   | 32e       | serie 3: 5de in 2.00,92                                                             |
| Otylia Jędrzejczak                                                        | 400m vrije slag (v)   | 9e        | serie 4: 3de in 4.05,50                                                             |
| Karolina Szczepaniak                                                      | 800m vrije slag (v)   | 35e       | serie 1: 4de in 9.08,87                                                             |
| Zuzanna Mazurek                                                           | 100m rugslag (v)      | 36e       | serie 2: 1ste in 1.02,77 (NR)                                                       |
| Zuzanna Mazurek                                                           | 200m rugslag (v)      | 21e       | serie 2: 2de in 2.12,46 (NR)                                                        |
| Otylia Jędrzejczak                                                        | 100m vlinderslag (v)  | 17e       | serie 4: 3de in 58,53                                                               |
| Otylia Jędrzejczak                                                        | 200m vlinderslag (v)  | 4e        | serie 5: 3de in 2.06,91 halve finale 2: 3de in 2.06,78 finale: 4de in 2.07,02       |
| Kasia Baranowska                                                          | 200m wisselslag (v)   | 8e        | serie 5: 4de in 2.12,47 halve finale 1: 4de in 2.12,13 (NR) finale: 8ste in 2.13,36 |
| Kasia Baranowska                                                          | 400m wisselslag (v)   | 9e        | serie 4: 4de in 4.36,95 (NR)                                                        |
| Katarzyna Baranowska Paulina Barzycka Katarzyna Wilk Karolina Szczepaniak | 4x200m vrije slag (v) | 15e       | serie 1: 8ste in 8.07,40                                                            |

## Doping
De kajakker Adam Seroczyński werd na afloop van de 1.000 meter in de tweepersoonskajak positief getest op het verboden middel clenbuterol. Hij en zijn partner eindigden als vierde maar zijn door het IOC uit de uitslag geschrapt. Seroczyński won op de Spelen van 2000 brons in de K4 over 1.000 meter.
Afghanistan · Albanië · Algerije · Amerikaanse Maagdeneilanden · Amerikaans-Samoa · Andorra · Angola · Antigua en Barbuda · Argentinië · Armenië · Aruba · Australië · Azerbeidzjan · Bahama's · Bahrein · Bangladesh · Barbados · België · Belize · Benin · Bermuda · Bhutan · Bolivia · Bosnië en Herzegovina · Botswana · Brazilië · Britse Maagdeneilanden · Bulgarije · Burkina Faso · Burundi · Cambodja · Canada · Centraal-Afrikaanse Republiek · Chili · China · Chinees Taipei · Colombia · Comoren · Congo-Brazzaville · Congo-Kinshasa · Cookeilanden · Costa Rica · Cuba · Cyprus · Denemarken · Djibouti · Dominica · Dominicaanse Republiek · Duitsland · Ecuador · Egypte · El Salvador · Equatoriaal-Guinea · Eritrea · Estland · Ethiopië · Fiji · Filipijnen · Finland · Frankrijk · Gabon · Gambia · Georgië · Ghana · Grenada · Griekenland · Groot-Brittannië · Guam · Guatemala · Guinee · Guinee‑Bissau · Guyana · Haïti · Honduras · Hongarije · Hongkong · Ierland · IJsland · India · Indonesië · Irak · Iran · Israël · Italië · Ivoorkust · Jamaica · Japan · Jemen · Jordanië · Kaaimaneilanden · Kaapverdië · Kameroen · Kazachstan · Kenia · Kirgizië · Kiribati · Koeweit · Kroatië · Laos · Lesotho · Letland · Libanon · Liberia · Libië · Liechtenstein · Litouwen · Luxemburg · Macedonië · Madagaskar · Malawi · Malediven · Maleisië · Mali · Malta · Marshalleilanden · Marokko · Mauritanië · Mauritius · Mexico · Micronesië · Moldavië · Monaco · Mongolië · Montenegro · Mozambique · Myanmar · Namibië · Nauru · Nederland · Nederlandse Antillen · Nepal · Nicaragua · Nieuw-Zeeland · Niger · Nigeria · Noord-Korea · Noorwegen · Oeganda · Oekraïne · Oezbekistan · Oman · Oostenrijk · Oost‑Timor · Pakistan · Palau · Palestina · Panama · Papoea-Nieuw-Guinea · Paraguay · Peru · Polen · Portugal · Puerto Rico · Qatar · Roemenië · Rusland · Rwanda · Saint Kitts en Nevis · Saint Lucia · Saint Vincent en Grenadines · Salomonseilanden · Samoa · San Marino · Sao Tomé en Principe · Saoedi-Arabië · Senegal · Servië · Seychellen · Sierra Leone · Singapore · Slovenië · Slowakije · Soedan · Somalië · Spanje · Sri Lanka · Suriname · Swaziland · Syrië · Tadzjikistan · Tanzania · Thailand · Togo · Tonga · Trinidad en Tobago · Tsjaad · Tsjechië · Tunesië · Turkije · Turkmenistan · Tuvalu · Uruguay · Vanuatu · Venezuela · Verenigde Arabische Emiraten · Verenigde Staten · Vietnam · Wit-Rusland · Zambia · Zimbabwe · Zuid-Afrika · Zuid-Korea · Zweden · Zwitserland
Uitgesloten van deelname: Brunei